# AVCHD

AVCHD 로고

AVCHD (Advanced Video Codec High Definition)는 소니와 파나소닉이 2006년 중반에 선보인 고선명 녹화 포맷이다. 8 센티미터의 녹화 가능 DVD 디스크, 하드 디스크, 플래시 메모리 카드를 비롯하여 다양한 기억 장치를 지원한다. 이 포맷은 특히 HDV와 미니DV와 같은 휴대용 비디오 카메라 녹화 포맷과 경쟁하고 있다.
AVCHD는 블루레이 디스크 포맷과 호환성을 갖도록 설계되었으며 DVD 매체의 고선명 영상 저작 및 배포에 쓰일 수도 있다. 그러나 모든 블루레이 디스크 플레이어가 AVCHD 디스크와 호환되는 것은 아니다.
AVCHD와 해당 로고는 파나소닉사와 소니사의 등록 상표이다.

## 기술 설명

파나소닉과 캐논의 SSD 장착 AVCHD 캠코더의 파일 구조

이름에서 말해 주듯이, AVCHD는 MPEG-4 AVC (H.264) 영상 코덱을 사용한다. 더 오래된 MPEG-2 코덱인 HDV에 견주어 AVC가 더 나은 압축률을 보이며, 이로써 MPEG-2와 같은 품질의 영상을 녹화하면서도 더 적은 공간을 차지할 수 있게 해 준다. 오디오 트랙은 비압축 7.1 Linear PCM이나 압축된 AC-3 5.1로 저장할 수 있다. 8비트 색의 자막도 지원하며 일부 캠코더는 이 자막 기능을 활용하여 날짜/시간을 트랙에다 저장하기도 한다. DVD 메뉴와 같은 메뉴 탐색 기능도 지원하므로 소비자들에게 더 매력을 주는 포맷으로 자리잡고 있다. AVCHD에는 AVC 사진을 사진 슬라이드쇼로 사용할 수 있기에, 배경 음악을 넣거나 넣지 않은 채 고품질의 프레젠테이션을 제공할 수 있다. 압축된 오디오, 제목 스트림, 비디오 데이터는 BDAV라는 이름의 MPEG-2 트랜스포트 스트림에 저장된다. 이 스트림 포맷과 AVCHD의 대부분 구조는 블루레이 디스크 BMDV 포맷에서 비롯한 것이다. AVCHD 포맷으로 녹화된 영상은 소니 BDP-S1, 파나소닉 DMP-BD10, 플레이스테이션 3와 같은 대부분의 셉탑 블루레이 디스크 플레이어에서 어떠한 수정 절차 없이도 재생할 수 있다.
AVCHD는 다양한 해상도와 가로세로비를 지원한다. 이를테면 4:3 비율의 720x480에서부터 16:9 비율을 지원하는 1920x1080의 풀 HD까지 지원한다. 하드 디스크나 플래시 메모리에 기록할 경우 HD 녹화에 필요한 일반적인 최대 비트레이트는 24Mbps이며, DVD에 녹화할 경우 18 Mbps이다. 각각 초당 3 메가바이트, 2.25 메가바이트를 차지한다.
미니DV 테이프에 견주어 느낄 수 있는 AVCHD의 이점은 바로 임의 접근이다. AVCHD는 미니DV와 같은 테이프 포맷처럼 되감기과 빨리감기를 해가며 영상을 편집하지 않아도 된다. 그러나 전문가들에게 디지털 영상은 카메라 안에서 영상을 편집하는 경우는 드물며 보통 녹화 내용 전부를 컴퓨터에 가져와 영상 편집 소프트웨어를 사용하여 편집한다. 그러므로 AVCHD는 테이프의 내용을 실수로 지우기 쉬운 사용자들에게 매력적이다.
AVCHD 파일은 DVD, SDHC 플래시 카드, 하드 드라이브를 USB 2.0/3.0 연결을 통해 실시간 보다 빠르게 가져올 수 있다. 즉 테이프 형태의 영상을 컴퓨터로 가져오는 것보다 시간이 적게 걸린다는 것이 이점이다. 그러나 AVCHD 포맷은 H.264 기반인 관계로 Native 상태로 편집할 경우 상당한 양의 메모리와 프로세서의 자원을 요구하는 등 이러한 파일들을 편집하고 변환하는 데 상당한 문제가 있다. 하지만, 개인용 컴퓨터에 멀티 코어 CPU가 기본 사양으로 되는 등 하드웨어 사양이 어느정도 상향 평준화 되면서 이러한 포맷을 적극 도입한 것으로 보고 있다.

## 매체
AVCHD 규격은 기록 가능한 DVD 디스크, 메모리 카드, 비이동식 솔리드 스테이트 메모리, 하드 디스크 드라이브를 기록 매체로 사용할 수 있다. AVCHD 캠코더는 파일에 기반을 두므로 자기 테이프를 사용하지 않는다.
- DVD 디스크
- 하드 디스크 드라이브
- 솔리드 스테이트 메모리 카드
- 비이동식 솔리드 스테이트 메모리

## 영상 포맷
AVCHD 규격은 HD 및 SD 녹화 모두 지원한다.
- 720p
- 1080i
- 1080p

## 소프트웨어

### 변환
- FFDshow
- 코어AVC
- AVS 비디오 컨버터
- Roxio Toast 10 Titanium
- 핸드브레이크
- 토탈 비디오 컨버터
- 바다붐
- Avidemux

### 편집
- 어도비 프리미어 프로
- 어도비 프리미어 엘러먼츠
- 파이널 컷 익스프레스 4, 파이널 컷 프로 6.0.1, 아이무비 '.08-09 이상
- AVS 비디오 에디터
- 블렌더 3D
- 코렐 비디오스튜디오
- 사이버링크 파워디렉터 7
- 그래스 벨리 사의 에디우스 5.0 및 에디우스 네오 2
- 매크로시스템사의  Casablanca S 시리즈 에디터 (Bogard 2.3 이상 사용)
- 마이크로소프트 윈도 라이브 무비 메이커
- Montage Extreme
- Nero Ultra Edition Enhanced (버전 7 이상)
- 소니 베가스 7.0e
- 베가스 프로 (버전 8 이상)
- 베가스 무비 스튜디오 플래티넘 (버전 8 이상)
- Kdenlive
- 오픈샷

- 다른 개발자들이 AVCHD를 지원할 수 있으나 기능 추가에 시간이 어느 정도 걸릴 수 있다.

### 저작
- MultiAVCHD

### 오픈 소스 코덱
- ffdshow tryouts (리비전 1971): AVC (H.264) 포맷 비디오를 디코딩한다.[3]
- libavcodec (FFmpeg 프로젝트의 일부): AVCHD를 지원하는 코덱 라이브러리이다.

## 규격
| 비디오                          | 비디오 | 비디오 | 비디오 | 비디오 |
| ------------------------------- | --- | --- | --- | --- |
| 영상 신호                       | 1080/60i 1080/50i 1080/24p 1080/25p | 720/60p 720/50p 720/24p | 480/60i | 576/50i |
| 화소 프레임 크기                | 1920×1080 1440×1080 | 1280 x 720 | 720×480 | 720×576 |
| 가로세로비                      | 16:9 | 16:9 | 4:3, 16:9 | 4:3, 16:9 |
| 영상 압축                       | MPEG-4 AVC/H.264 (메인 프로파일 레벨 4.0 / 하이 프로파일 레벨 4.1 - 제조업체에 따라 다름)                                                            | MPEG-4 AVC/H.264 (메인 프로파일 레벨 4.0 / 하이 프로파일 레벨 4.1 - 제조업체에 따라 다름)                                                            | MPEG-4 AVC/H.264 (메인 프로파일 레벨 4.0 / 하이 프로파일 레벨 4.1 - 제조업체에 따라 다름)                                                            | MPEG-4 AVC/H.264 (메인 프로파일 레벨 4.0 / 하이 프로파일 레벨 4.1 - 제조업체에 따라 다름)                                                            |
| 루미넌스 샘플링 주파수          | 74.25 MHz 55.7 MHz | 74.25 MHz | 13.5 MHz | 13.5 MHz |
| 크로마 샘플링 주파수            | 4:2:0 | 4:2:0 | 4:2:0 | 4:2:0 |
| 양자화                          | 8 비트 (루미넌스, 크로미넌스 둘 다) | 8 비트 (루미넌스, 크로미넌스 둘 다) | 8 비트 (루미넌스, 크로미넌스 둘 다) | 8 비트 (루미넌스, 크로미넌스 둘 다) |
| 오디오                          | | | | |
| 압축                            | 돌비 디지털 (AC-3) | 돌비 디지털 (AC-3) | 리니어 PCM | 리니어 PCM |
| 압축된 오디오 비트스트림 레이트 | 64 ~ 640 kbit/초 | 64 ~ 640 kbit/초 | 1.5 Mbit/초 (2 채널) | 1.5 Mbit/초 (2 채널) |
| 오디오 모드                     | 1-5.1 채널 | 1-5.1 채널 | 1-7.1 채널 | 1-7.1 채널 |
| 시스템                          | | | | |
| 스트림 유형                     | MPEG 트랜스포트 스트림 | MPEG 트랜스포트 스트림 | MPEG 트랜스포트 스트림 | MPEG 트랜스포트 스트림 |
| 시스템 데이터 속도              | 최대 24 Mbit/초 (H264 하이 프로파일 레벨 4.1을 따르는 AVCHD) 최대 17 Mbit/초 (H264 메인 프로파일 레벨 4.0을 따르는 AVCHD) 최대 18 Mbit/초 (DVD 매체) | 최대 24 Mbit/초 (H264 하이 프로파일 레벨 4.1을 따르는 AVCHD) 최대 17 Mbit/초 (H264 메인 프로파일 레벨 4.0을 따르는 AVCHD) 최대 18 Mbit/초 (DVD 매체) | 최대 24 Mbit/초 (H264 하이 프로파일 레벨 4.1을 따르는 AVCHD) 최대 17 Mbit/초 (H264 메인 프로파일 레벨 4.0을 따르는 AVCHD) 최대 18 Mbit/초 (DVD 매체) | 최대 24 Mbit/초 (H264 하이 프로파일 레벨 4.1을 따르는 AVCHD) 최대 17 Mbit/초 (H264 메인 프로파일 레벨 4.0을 따르는 AVCHD) 최대 18 Mbit/초 (DVD 매체) |
| 파일 확장자 (일반)              | mts (캠코더 상), m2ts (컴퓨터로 가져온 후) | mts (캠코더 상), m2ts (컴퓨터로 가져온 후) | mts (캠코더 상), m2ts (컴퓨터로 가져온 후) | mts (캠코더 상), m2ts (컴퓨터로 가져온 후) |
| 매체                            | 8 cm 광 매체 (DVD) SD/SDHC 메모뢰 카드 "메모리 스틱" 내장형 하드 디스크 또는 플래시 매체                                                             | 8 cm 광 매체 (DVD) SD/SDHC 메모뢰 카드 "메모리 스틱" 내장형 하드 디스크 또는 플래시 매체                                                             | 8 cm 광 매체 (DVD) SD/SDHC 메모뢰 카드 "메모리 스틱" 내장형 하드 디스크 또는 플래시 매체                                                             | 8 cm 광 매체 (DVD) SD/SDHC 메모뢰 카드 "메모리 스틱" 내장형 하드 디스크 또는 플래시 매체                                                             |

## 같이 보기
- AVCREC: 블루레이 디스크 호환 HD 콘텐츠 녹화 표준